# ノーリツアリーナ和歌山
ノーリツアリーナ和歌山（英語: NORITSU ARENA WAKAYAMA）は、和歌山県和歌山市にある体育館である。

## 概要
ノーリツ鋼機本社敷地内に所在する体育館であり、2012年にリンク栃木ブレックス対パナソニックトライアンズのプレシーズンゲームが開催された。
2012-13シーズンをもって休部となったパナソニックに代わりNBLに参戦する和歌山トライアンズがホームアリーナとして定め、6月10日付で旧称のノーリツ鋼機和歌山本社体育館から、ノーリツアリーナ和歌山と命名された。この時点での観客席は908席だが、改修によりホーム開幕の10月までに2,000席に拡張された。

## 交通アクセス
- 公共交通機関
  - 南海本線「和歌山大学前駅」より徒歩約20分
  - 和歌山バス「ノーリツ綱機前」バス停より徒歩約10分
  - 和歌山バス「大学口」バス停より徒歩約15分